# Miguel Ángel de las Cuevas Barberá
Miguel Ángel de las Cuevas Barberá (Alicante, 1986. június 19. –) spanyol labdarúgó. Jelenleg az Atlético Madrid középpályása.

## Klubcsapatokban
Pályafutását 2003-ban az alicantei Hércules CF junior csapatában kezdte,, majd 2004-től a felnőtt csapatban folytatta. 2006-tól az Atletico Madrid játékosa. 

## A válogatottban
2005 és 2008 között szerepelt az ország U19-es illetve U21-es válogatottjában.

## Fordítás
- Ez a szócikk részben vagy egészben  a   Miguel de las Cuevas című angol Wikipédia-szócikk fordításán alapul.  Az eredeti cikk szerkesztőit annak laptörténete sorolja fel. Ez a jelzés csupán a megfogalmazás eredetét és a szerzői jogokat jelzi, nem szolgál a cikkben szereplő információk forrásmegjelöléseként.